# Edward Waring
Edward Waring (Old Heath, Shropshire, 1734 - Pontesbury, Shropshire, 15 augustus 1798) was een wiskundige uit Engeland.
Waring heeft het wiskundige probleem bedacht, dat nu als het probleem van Waring bekend staat, en in zijn Meditationes Algebraicae beschreven. Hij formuleerde ook de naar zijn leerling Wilson genoemde stelling van Wilson, maar kon die nog niet bewijzen, en voerde tevens het lagrange-polynoom in.
Waring studeerde als sizar, een student die vanwege omstandigheden minder collegegeld betaalt, aan het Magdalene College van de Universiteit van Cambridge, werd in 1757 tot Fellow van Magdalena verkozen en in 1760 tot Lucasian hoogleraar in de wiskunde, wat hij tot aan zijn overlijden bleef. 
Waring werd verkozen tot Fellow of the Royal Society in 1763 en kreeg in 1784 de Copley Medal.

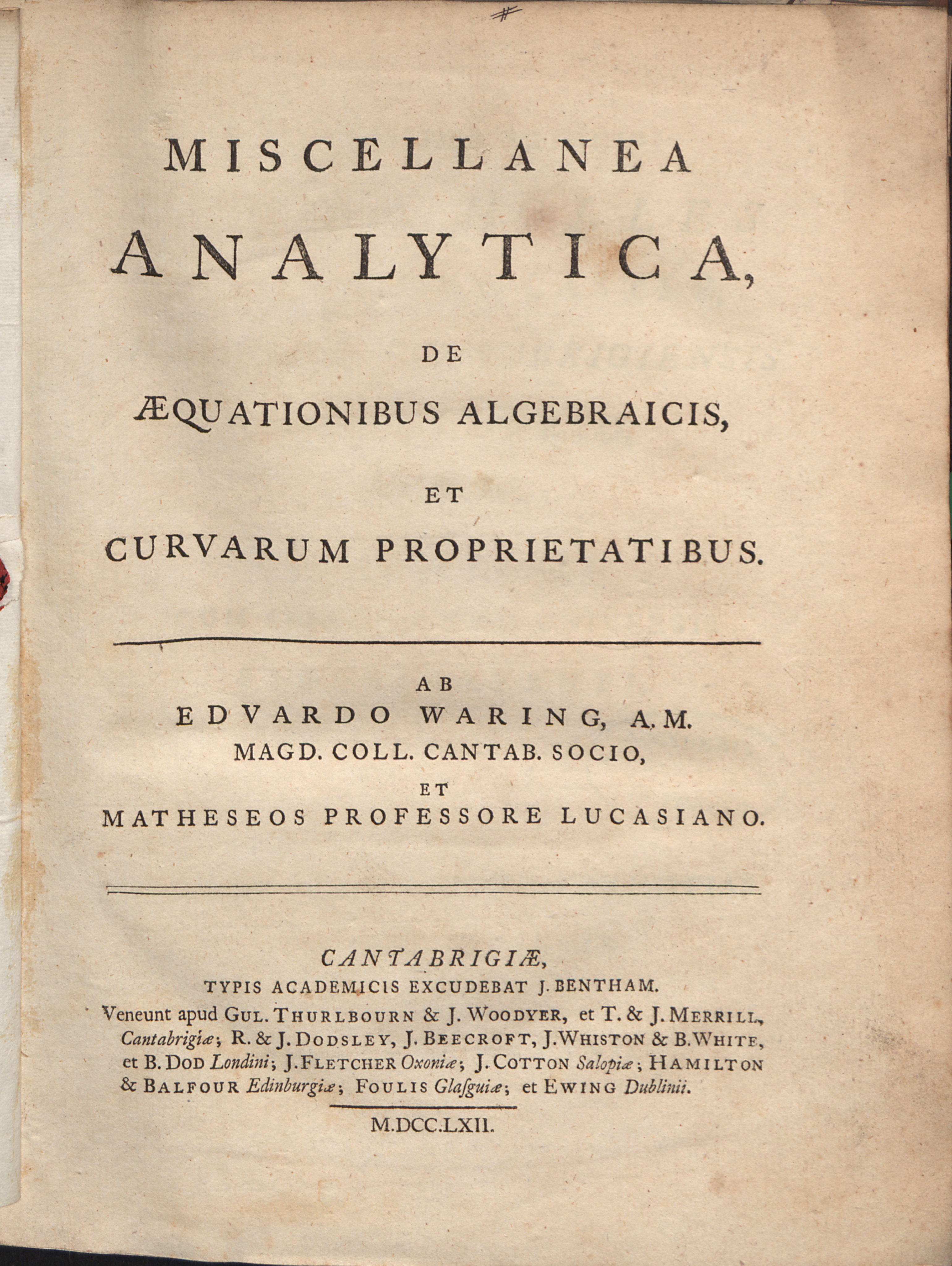
Miscellanea analytica, 1762

1. ↑  Find a Grave.